# 비밀도구
비밀도구(일본어: ひみつ道具 히미즈도우구[*])는 후지코 F. 후지오의 만화 《도라에몽》, 《대장편 도라에몽》 및 타인의 《도라에몽》의 파생 작품에 등장하는 미래의 도구를 칭하는 호칭. 작중에서는 미래(22세기의 도쿄)에서 태어난 로봇 도라에몽이 4차원 주머니에서 꺼내는 것 등으로 등장한다.
자장가 로봇으로서의 특유의 도구가 많이 존재하고 대부분은 사람으로서의 한계를 훨씬 뛰어넘는 힘을 자랑한다. 기본적으로 유용되는 것을 중심으로 어린이부터 어른까지 사행성을 자극한다. 또한 그것 중에는 공격적인 도구도 존재하지만 생명을 위협할 정도의 공격이 가능한 도구는 적다.
물건을 무한하게 수납할 수 있는 4차원 주머니에는 버튼 전지 가량의 로봇부터 거대한 풍운 도라에몽 성까지 다양한 크기의 제품을 다양하게 수납하고 있다. 그런 성격의 주머니를 도라에몽이 장비하고 있기 때문에 작품 전체를 통해 수많은 비밀도구가 등장한다.

## 정의 범위
쇼가쿠칸이나 후지코 F. 후지오 프로 등 정당한 저작권자가 감수하고 있기 때문에 《도라에몽》 파생 작품에 등장하는 비밀도구와 후지코의 《도라에몽》, 《대장편 도라에몽》(VOL.1 ~ VOL.17)에 등장하는 비밀도구는 명목상 동렬로 취급되고 있는 것이다.
그러나 후술하는 바와 같이 《도라에몽 최신 비밀 도구 대사전》에서는 후지코의 《도라에몽》, 《대장편 도라에몽》(VOL.1 ~ VOL.17)에 등장하는 비밀도구와 영화 도라에몽의 비밀도구 5개만을 수록하고 '결정판'이라고 이름을 붙이고 있다. 사실상 저작권자는 "비밀도구"를 후지코의 《도라에몽》, 《대장편 도라에몽》(VOL.1 ~ VOL.17)에 등장하는 것만으로도 제한하고 있다고 할 수 있다.

## 작중 설정

### 도라에몽에 의한 소지
방창(方倉) 설정에 따르면 도라에몽의 도구에는 도라에몽의 제조시부터 주머니에 내장된 것도 있는 것으로 추정된다. 실제로 미래의 백화점에서 도라에몽이 구매해 오는 경우가 종종 있다. 도라에몽이 구입하는 도구는 비싼 것도 있지만 대부분은 싸구려이며 일회용이다. 렌탈로 끝낼 수 있다. 도구는 100개월(즉 8년 4개월)마다 도라에몽과 세와시가 정기 검사를 실시하여 결함이 있는 물건은 수리를 의뢰한다. 이러한 이유로 정작 도구를 사용하고 싶어도 목적인 필요한 도구가 고장이 나서 수리중, 렌탈업체에 반환 된 같은 이유로 사용할 수 없는 경우도 많다. 또한 저자는 도라에몽의 도구 중 3분의 2가 렌탈한다고 발언하고 있다.
비밀도구의 설계 방법과 재료 등 자세한 내용은 불명확한 부분이 많지만 영화 《도라에몽 노비타의 비밀도구 박물관》에 따르면 비밀도구의 대부분은 '풀 메탈'이라는 희귀한 금속이 포함되어 있다고 한다. 풀 메탈을 사용한 비밀도구 만들기는 면허가 없으면 제조가 허용되지 않으며 그 풀 메탈도 자원 부족에 시달리고 있다(그러나 풀 메탈을 포함하지 않는 비밀도구도 존재한다).
못 쓰게 된 물건이나 쓸모 없는 물건, 또한 위험한 물건 등은 〈4차원 휴지통〉에 버리거나 구멍을 파서 묻는다(묻은 비밀도구는 흙이 되는 것으로 추정). 미래의 백화점에서 구입한 물건은 직원을 호출해 반품하지만 반품하기 전에 노비타가 도구를 사용해 소동을 일으키는 경우도 자주 있다.

### 사용 규칙
비밀도구는 개인적인 용도 이외에는 사용하지 말라는 규칙이 있다. 예를 들어 비밀도구를 돈벌이에 사용하면 막대한 벌금을 부과한다. 그러나 도라에몽도 돈벌이에 이용하려고 한 적이 있었다.

## 총칭
작중에서는 유일하게 '도구'(일본어: 道具 도우구[*])나 '도라에몽의 도구'(일본어: ドラえもんの道具 도라에몬노 도우구[*])로 불린다. '훌륭한 도구'(일본어: すばらしい道具 스바라시이 도우구[*])라고 불리기도 했다.
또한 도구 중에서는 건물과 음식 등 '물건을 만드는 등의 용도로 사용하는 기구'로서의 "도구"라고 말하기는 어려운 것들도 많이 존재하지만 총칭으로서 도구라고 불린다
1973년에 방송된 TV애니메이션 제1작에서는 총칭을 "비밀 병기"라고 했다. 여기에서의 "비밀 병기"라는 말은 군사적 무기를 가리키는 것이 아니라 "도움을 얻기 유용한 물품"이라는 의미로 사용되었다.
1979년 TV애니메이션 제2작1기 방송을 시작할 무렵 쇼가쿠칸의 잡지와 서적에서 '비밀도구'(일본어: ひみつ道具)('秘密道具'와 'ひみつどうぐ' 두 표제어가 일정하지 않고 불안정한 상태이다. 또한 발음 및 어법 등에 이 두 표제어가 공존하고 있다.)라고 총칭을 사용하게 된다.

## 사전의 출판
쇼가쿠칸은 비밀도구의 사전을 출판하고 있다. 비밀도구 1개당 그림과 간단한 설명을 붙이는, 같은 형식으로 편찬하고 있다.

### 그 외의 사전
후지코가 도라에몽의 연재를 시작한 후 얼마되지 않은 무렵, 《소학 삼년생》(초등학교 3학년) 1973년 4월호에 게재된 〈도라에몽의 비밀〉(ドラえもんのひみつ)이라는 기사에서 헤리톤보 등 18개의 비밀도구를 소개하고 있다. 당시에는 아직 명칭이 존재하지 않았던 도구들을 치지미 라이트, 마호우보우토우쿄우(まほうぼう遠きょう, 현 스케스케라이트)라고 명명하는 등 의욕적인 시도도 이때부터 이루어지고 있다.

## 같이 보기
- 비밀도구 목록